# Лучшая жизнь
«Лучшая жизнь» (англ. A Better Life) — американский художественный фильм, драма режиссёра Криса Вайца, вышедшая в 2011 году. В главных ролях задействованы Демиан Бичир и Хосе Хулиан. За роль заботливого отца Карлоса Галиндо Демиан Бичир был номинирован на премию «Оскар» в категории «Лучшая мужская роль».

## Сюжет
Карлос Галиндо (Демиан Бичир) — отец-одиночка, нелегальный иммигрант из Мексики, работает садовником на пару с приятелем Бласко. У Карлоса есть сын-подросток Луис (Хосе Хулиан). Бласко хочет вернуться в Мексику и предлагает Карлосу купить у него бизнес — грузовик и рабочие инструменты. Карлос берёт у сестры в долг 12000 долларов на покупку грузовика и инструментов.
Довольный покупкой Карлос нанимает одного рабочего себе в помощники. В первый же день работы тот угоняет грузовик, а Карлос вместе с сыном отправляется на его поиски. Они выясняют, что он продал автомобиль за 3000 долларов на чёрном рынке, и решают ночью угнать грузовик с охраняемой стоянки. Им это удаётся, однако по пути домой их останавливает полиция.
Карлоса арестовывают как нелегального иммигранта и депортируют в Мексику. Четыре месяца спустя Карлос вместе с другими иммигрантами пытается пересечь пустыню и вернуться в США.

## В ролях
| Актёр             | Роль            |
| ----------------- | --------------- |
| Демиан Бичир      | Карлос Галиндо  |
| Хосе Хулиан       | Луис Галиндо    |
| Карлос Линарес    | Сантьяго        |
| Эдди Сотело       | камео           |
| Жоакин Косио      | Бласко Мартинес |
| Нэнси Ленехан     | миссис Доннели  |
| Габриэль Чаварриа | Рамон           |

## Награды и номинации
Фильм получил положительные отзывы от мировых кинокритиков и получил несколько кинопризов и номинаций на них:
- 2011 — 2 номинации на премию ALMA: любимый фильм (единственная победа) и любимый киноактёр (Демиан Бичир).
- 2011 — премия Национального совета кинокритиков США за один из лучших независимых фильмов года.
- 2011 — премия Общества кинокритиков Феникса за самый недооценнёный фильм.
- 2011 — премия World Soundtrack Awards за лучшую музыку (Александр Деспла).
- 2012 — номинация на премию Гильдии киноактёров США за лучшую мужскую роль (Демиан Бичир).
- 2012 — номинация на премию Black Reel Awards за лучшую мужскую роль (Демиан Бичир).
- 2012 — номинация на премию «Независимый дух» за лучшую мужскую роль (Демиан Бичир).
- 2012 — номинация на премию «Оскар» за лучшую мужскую роль (Дэмиан Бичир)[2].